# I Максимианов легион
I Максимианов легион (лат. Legio I Maximiana) — один из легионов поздней Римской империи.
Данное подразделение вместе со своим близнецом II Надёжным Флавиевым легионом было создано в 296 или 297 году Диоклетианом для обороны вновь основанной в Египте провинции Фиваиды. Легион был назван в честь Гая Галерия Валерия Максимиана (правил в 293—311 годах) или Марка Аврелия Валерия Максимиана (правил в 286—305 годах). По данным последних исследований, II Надёжный Флавиев легион базировался в Фивах вместе с I Максимиановым.
В 297/298 году, после подавления беспорядков в Фиваиде силами нижнеегипетских II Неустрашимого Траянова и III Диоклетианова легионов, I Максимианов легион был размещён в Филах. В 354 году вексиляции легиона в качестве комитата были переведены в район фракийского города Адрианополь. Скорее всего они использовались императором Валентом в походе против готов, который окончился катастрофической битвой при Адрианополе.
В начале V века легион был подчинен дуксу Фиваиды, а отдельные части военному магистру Фракии. После вторжений блеммиев и присылке в Египет дополнительных войск императором Феодосием II, следы легиона теряются.